# Donna che fa il bagno
Donna che fa il bagno è un pastello del pittore francese Edgar Degas, realizzato nel 1883 e conservato al Museo d'Orsay di Parigi.
Siamo davanti a un'altissima testimonianza della curiosità che spingeva Degas a tentare varie possibilità nel campo delle tecniche artistiche utilizzate. L'opera, infatti, è argomento di accesi dibattiti tra i vari critici: molti di loro, infatti, tendono a riconoscere nella Donna che fa il bagno un monotipo ripassato a pastello, mentre altri sono più propensi a inserirlo nel vasto corpus degassiano di pastelli eseguiti su carta.
Comunque sia, l'opera è stata menzionata in un'acutissima e giustamente celebre analisi di Joris-Karl Huysmans rivolta ai nudi femminili realizzati da Degas:
(Joris-Karl Huysmans)